# William Peel (officier de marine)
William Peel (2 novembre 1824 - 27 avril 1858) est un officier de marine britannique et récipiendaire de la Croix de Victoria, la plus haute et la plus prestigieuse récompense pour bravoure face à l'ennemi pouvant être décernée aux forces britanniques et du Commonwealth. Il est le troisième fils du premier ministre Robert Peel. Comme son père, il fait ses études à la Harrow School.
Il est nommé Chevalier Commandeur de l'Ordre du Bain et devient ainsi Sir William Peel.

## Carrière militaire

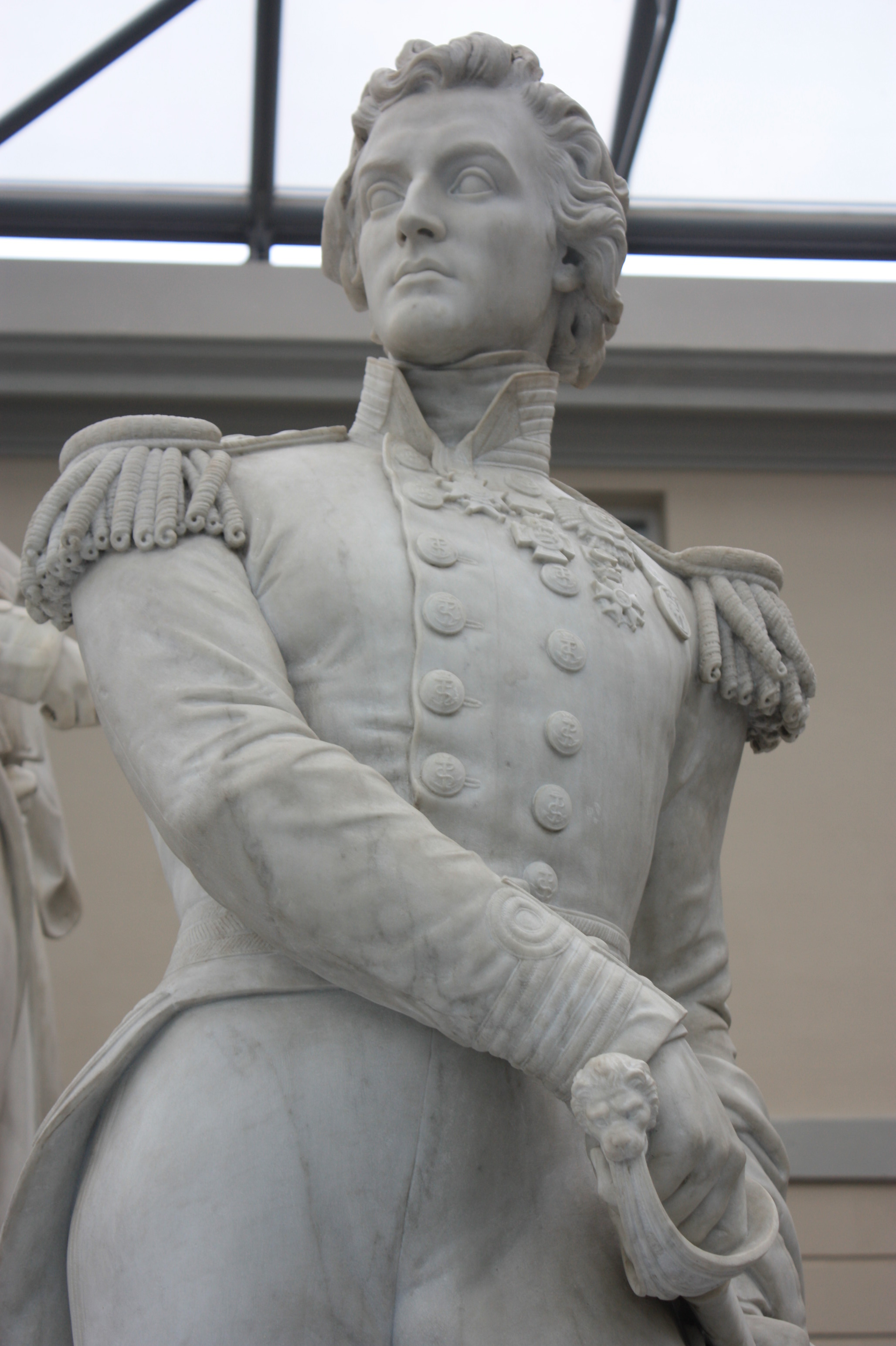
Sir William Peel par William Theed, 1860, Musée maritime de Greenwich

Peel est capitaine dans la Royal Navy, servant dans la Brigade navale pendant la guerre de Crimée. Le 18 octobre 1854, lors du siège de Sébastopol, il ramasse un obus dont la mèche brûle encore parmi plusieurs caisses à poudre et le jette par-dessus le parapet. L'obus éclate en quittant ses mains. Pour cela, il reçoit la Croix de Victoria (VC) qui est maintenant exposée au National Maritime Museum de Greenwich, en Angleterre.
Le 5 novembre, à la bataille d'Inkerman, il rejoint certains des officiers des Grenadier Guards et aide à défendre les couleurs du régiment lorsqu'elles sont en difficulté. Le 18 juin 1855, il dirige le premier groupe d'escalade à l'assaut du redan et est lui-même grièvement blessé. À chacune de ces occasions, le capitaine Peel est accompagné d'un jeune aspirant, Edward St. John Daniel, comme aide de camp.
Après la guerre de Crimée, il sert lors de la mutinerie indienne et est blessé lors du siège de Lucknow. À l'âge de 33 ans, il meurt de la variole à Cawnpore, en Inde, le 27 avril 1858 .
Le capitaine Peel a écrit A Ride through the Nubian Desert (1852), détaillant ses voyages de l'année précédente.

## Mémoriaux

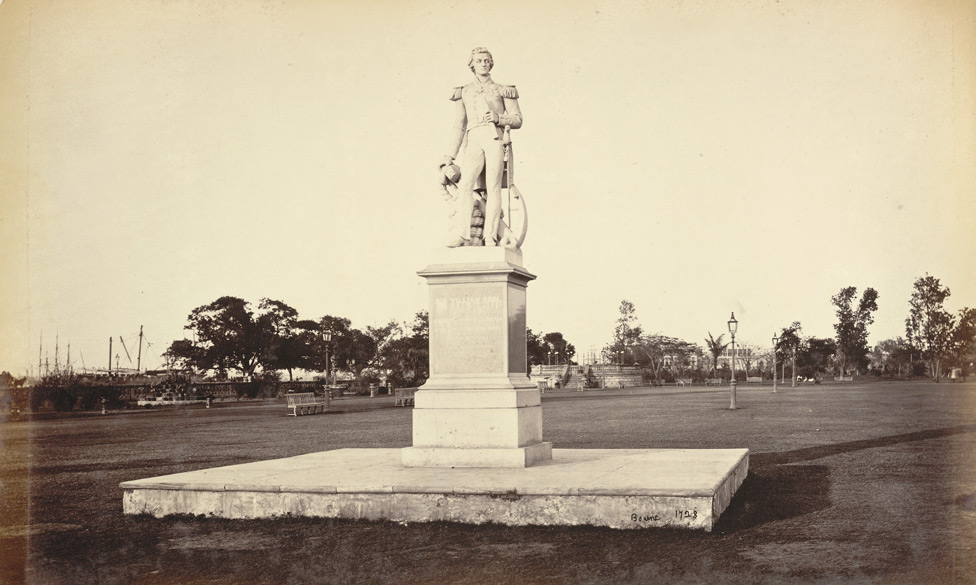
Statue de William Peel dans les jardins d'Eden, Calcutta dans les années 1860.

Il y a un mémorial au capitaine Peel et à la brigade navale du HMS Shannon sur le front de mer de Southsea, en Angleterre.
Il y a une statue de William Peel par William Theed dans le transept sud de l'église Saint Swithun, Sandy, dans le Bedfordshire . Il existe deux copies de cette statue, une au National Maritime Museum de Greenwich  et une qui est érigée à Eden Gardens, à Calcutta . Cette statue est déplacée à Barrackpore en 1977 et devait être ramenée à Calcutta en 2004 au milieu d'une certaine confusion sur son identité : on pensait qu'il s'agissait du père de Peel, Robert Peel .
En face de l'église Sandy, de l'autre côté de High Street, se dresse le pub Sir William Peel .
Une plaque au Lodge, siège de la RSPB à Sandy, commémore le 150e anniversaire de la mort du capitaine Sir William Peel. Il est situé près du Swiss Cottage qu'il a construit dans les années 1850, qui est maintenant la porte d'entrée de The Lodge, construit par son frère Arthur Wellesley Peel . Une plaque similaire est montée sur un banc de Sandy High Street .
Une statue de Peel par William Theed se dresse au centre du musée maritime de Greenwich.